# 6069 Cevolani
6069 Cevolani eller 1991 PW17 är en asteroid i huvudbältet som upptäcktes den 8 augusti 1991 av den amerikanske astronomen Henry E. Holt vid Palomarobservatoriet. Den är uppkallad efter den italienska geofysikern Giordano Cevolani.
Asteroiden har en diameter på ungefär 4 kilometer.